# João Cordovil
João Maria Cordovil (nascut el 1946) és un jugador d'escacs portuguès. Té el títol de Mestre de la FIDE.

## Resultats destacats en competició
El 1965 participà en el Campionat Mundial Juvenil celebrat a Barcelona, i hi acabà 13è. Cordovil ha estat en tres ocasions campió de Portugal, els anys 1966, 1967 i 1969, anys en què trencà l'hegemonia del fins llavors imbatible al seu país Joaquim Durão. Campió Nacional portuguès de partides llampec el 1969 i el 1971. Campió Nacional Absolut per Correspondència 1968, 1973, 1986 i 1988. Guanyador de la 1a Copa Nacional Postal el 1969. És Mestre Internacional de la ICCF des de 1992. Guanyador del Campionat Individual de Lisboa el 1969 i 1978. Guanyador dels I e II Jogos Juvenis do Barreiro (per a seniors) 1965 i 1967. Guanyador de la Copa de Lisboa el 1967. Guanyador Torneig d'Honra 2007. Campió de la Comunitat Luso-Brasileira a Rio de Janeiro el 1970. Ha participat en 6 Olimpíades d'escacs (Tel-Aviv (1964), L'Havana (1966), Lugano (1968), Siegen (1970), Niça (1974) i Salònica (1984) representant Portugal, assolint 33 punts de 78 partides (un 42,3%).
Membre de la selecció Nacional Portuguesa al Campionat d'Europa de 1989.
Ha estat guanyador dels Oberts de Torremuelle 1972, Berga 1974 i Manresa al mateix any. Guanyador dels matx amb dos antics campions d'Espanya: contra el GM Juan Manuel Bellón a Palma, per 5.5 a 4.5 el 1971; i contra el MI Francisco Javier Sanz per 6 punts a 4 (Olot, 1975).
El 1973 es va enfrontar a 150 escaquistes en unes partides simultànies durant 16 hores i mitja contra jugadors seleccionats per diversos Clubs sense límit de força, acabant amb un resultat de 110 victòries, 27 empats i 13 derrotes.

### Relació amb els escacs catalans
A mitjans dels anys 1970, va fitxar pel Club Escacs Olot per a jugar al primer equip i dirigir les classes d'escacs. Va participar amb aquest club al Campionat de Catalunya per Equips de 1a Divisió (màxima catregoria aleshores), restant campió el 1976 i subcampió el 1977. També va participar en el Campionat d'Espanya amb l'equip olotí on va assolir el primer lloc a Segona Divisió (Saragossa 1976) i va ser subcampió d'Espanya de Primera Divisió a Alacant el 1977 i a Torre del Mar el 1978.
En aquell moment, Cordovil era un fort jugador amb molta experiència internacional, que ja havia participat en diverses olimpíades d'escacs i torneigs zonals. El 1970 havia participat en el fort torneig de Màlaga (el campió fou Bojan Kurajica). El 1975 participà en el fort Torneig d'escacs d'Olot.

## Activitat professional
Com a periodista professional, va destacar com a comentador d'escacs a la Radiotelevisió Portuguesa (RTP) de 1972 a 1985. Entre altres treballs, va comentar, en directe al Telenotícies, totes les partides del Campionat del Món disputat entre Fisher i Spassky el 1972 a Reykjavík; el matx Karpov vs Korchnoi el 1978 i el matx Karpov vs Kasparov el 1984. El 1981 també va col·laborar amb Informação 2 per comentar les jugades del Matx Karpov vs Korchnoi pel Campionat del Món. Enviat especial per la Radiodifusão Portuguesa al matx Kasparov vs Karpov a Sevilla el 1987.